# Джехром
Джехро́м (перс. جهرم‎) — город на юге Ирана в провинции Фарс. Административный центр шахрестана Джехром. Джехром расположен в 190 км от Шираза, столицы провинции, в юго-восточной части хребта Загрос. Население — 105 тыс. человек, в основном персы-шииты. Город был основан в VI веке до н. э. Ахеменидами.

## Галерея

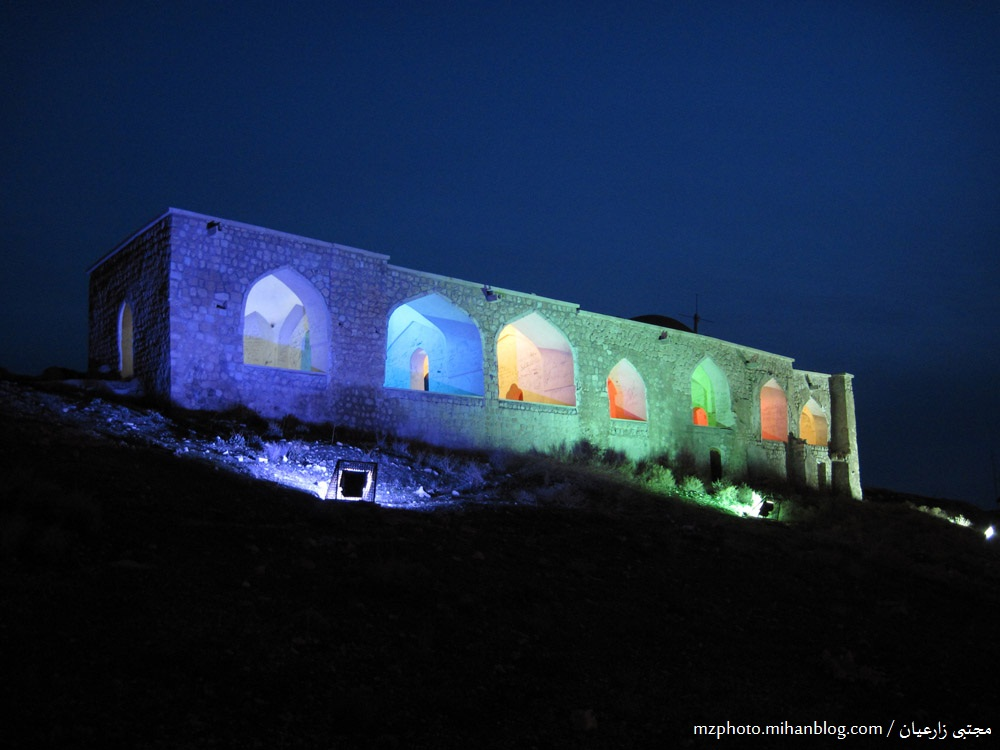
Гадамга в Джехроме
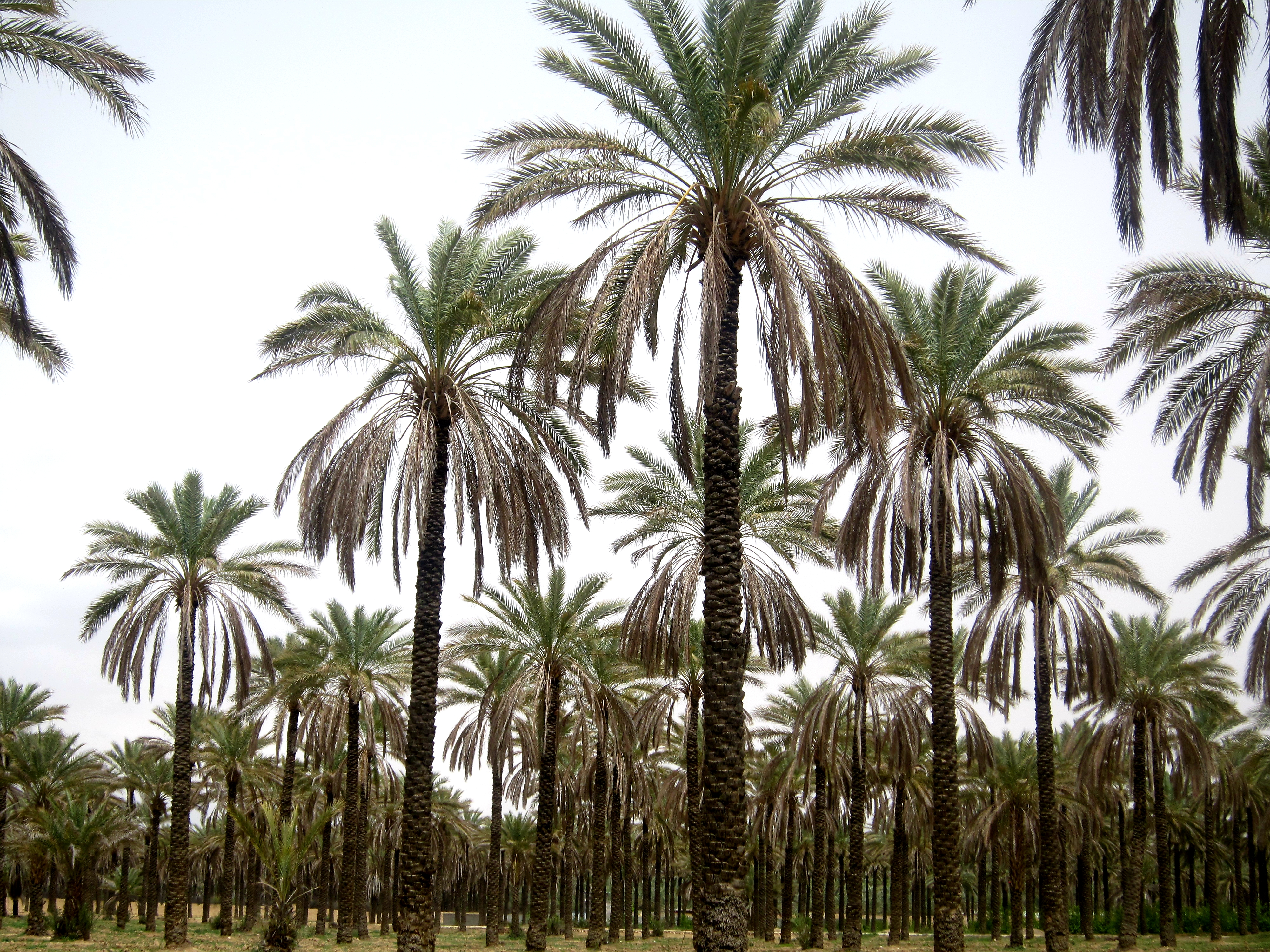
Пальмовый сад в Джехроме
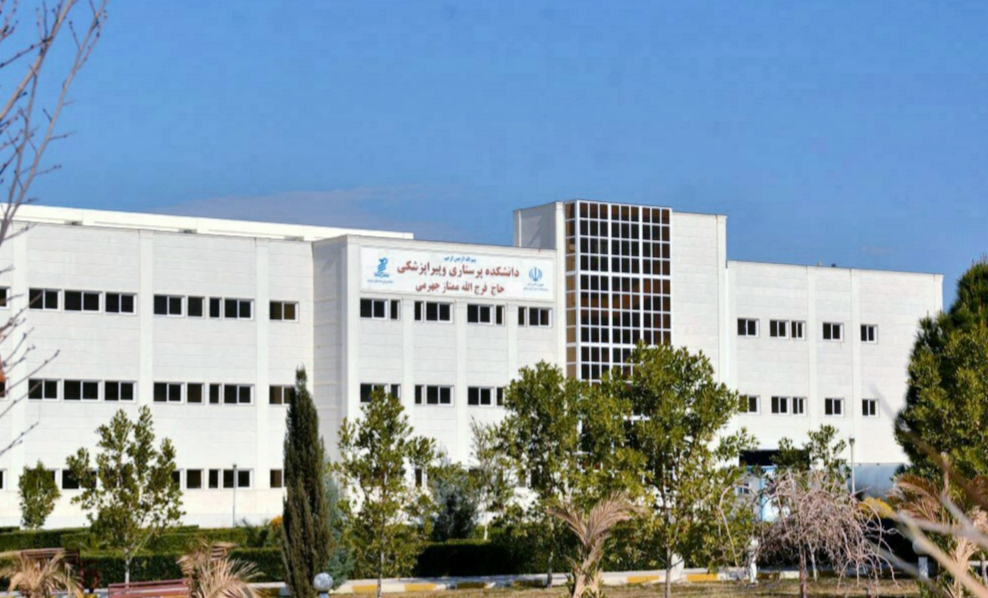
Медицинский факультет Университета медицинских наук и парамедицинская школа
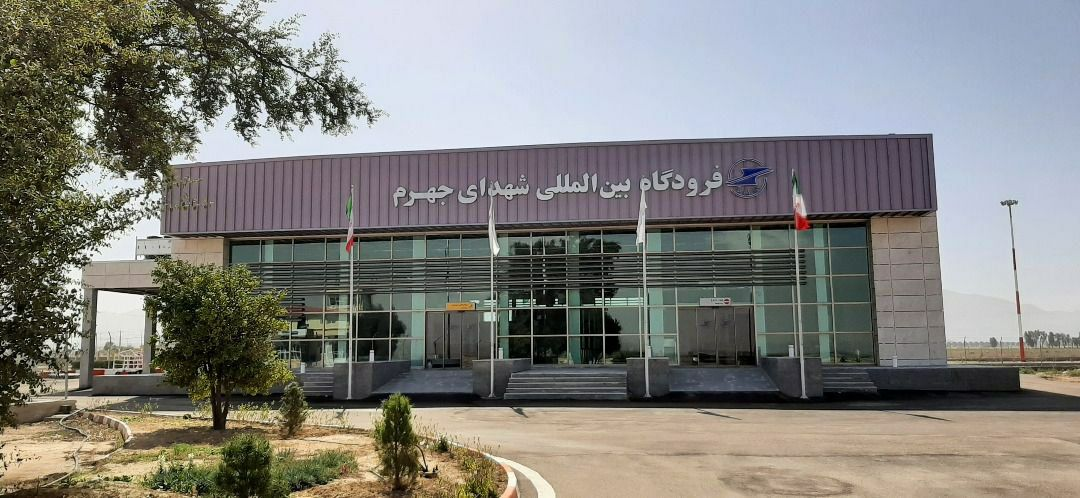
Аэропорт Джехрома[англ.]